# École du Ski Français
De École du Ski Français (ESF) is een merk van skischolen in Frankrijk en 's werelds grootste aanbieder van skilessen. ESF is een merk van Syndicat National des Moniteurs du Ski Français (SNMSF), een vakorganisatie van skileraars of moniteurs die in 1945 werd opgericht en zijn hoofdzetel heeft in Meylan (Isère). Het syndicaat telt zo'n 17.000 moniteurs, die niet in loondienst werken maar een vrij beroep uitoefenen. Dankzij hun rode uniform zijn de moniteurs goed zichtbaar en makkelijk herkenbaar op de skipistes van Franse skigebieden, waar ESF 85% van de markt heeft, naast concurrent École de Ski Internationale (ESI). ESF telt meer dan 200 skischolen en is vertegenwoordigd in zowat alle Franse wintersportgebieden en skidorpen.